# ArchDaily
ArchDaily es un weblog que cubre obras de arquitectura, urbanismo y diseño Fue fundado en marzo de 2008 por los chilenos David Basulto y David Assael.

## Descripción
ArchDaily tiene 500.000 lectores diarios y aproximadamente 160 millones de pageviews mensuales en 2016.  Cuenta con una alianza con el Premio Pritzker de Arquitectura y fue uno de cinco finalistas para el premio de mejor revista en línea en los Premios Mashable's 2009 Open Web Awards. Cuenta con versiones en español especìficas para Chile, Colombia, México y Perú, así como con ediciones en portugués inglés y chino.
Anualmente, ArchDaily organiza los Building of the Year Awards (Premios al Edificio del Año). Los ganadores de estos premios son elegidos por votación.